# You Know I Know
You Know I Know – szósty album angielskiego wokalisty Olly'ego Mursa, wydany 9 listopada 2018 roku przez wytwórnie płytowe RCA Records i  Sony Music. Album składa się z dwóch płyt, z których pierwsza zawiera 14 premierowych utworów wokalisty, a na drugim krążku zamieszczono wybrane single artysty. Krążek uzyskał status złotej płyty w Wielkiej Brytanii. Pierwszym singlem z płyty został utwór „Moves”, który zajął 46. miejsce na brytyjskiej liście przebojów UK Singles Chart.

## Lista piosenek
| CD 1 (I Know) (Edycja standardowa) | CD 1 (I Know) (Edycja standardowa) | CD 1 (I Know) (Edycja standardowa)                                            | CD 1 (I Know) (Edycja standardowa) | CD 1 (I Know) (Edycja standardowa) |
| Nr                                 | Tytuł utworu                       | Autorzy                                                                       | Produkcja                          | Długość                            |
| ---------------------------------- | ---------------------------------- | ----------------------------------------------------------------------------- | ---------------------------------- | ---------------------------------- |
| 1.                                 | „Moves”                            | Ed Sheeran, Steve McCutcheon, Ammar Malik, Calvin Broadus                     | Steve Mac                          | 2:45                               |
| 2.                                 | „Go Hard”                          | Oliver Murs, Thomas Barnes, Peter Kelleher, Benjamin Kohn, Camille Purcell    | TMS                                | 3:08                               |
| 3.                                 | „Love Me Again”                    | Murs, Steve Robson, Purcell, Wayne Hector                                     | Steve Robson, Jordan Riley         | 2:50                               |
| 4.                                 | „Excuses”                          | Murs, Robson, Grace Barker                                                    | Robson, Matt Zara, Simon Hale      | 4:06                               |
| 5.                                 | „You Know I Know” (feat. Shaggy)   | Murs, Robson, Claude Kelly, Hector                                            | Robson                             | 3:07                               |
| 6.                                 | „Feel the Same”                    | Murs, Nile Rodgers, Robson, Edward Drewett, Barker, Nicholas Gale             | Robson, Digital Farm Animals       | 3:11                               |
| 7.                                 | „Somebody New”                     | Murs, Robson, Kelly, Hector                                                   | Robson, Riley                      | 2:46                               |
| 8.                                 | „Mark On My Heart”                 | Murs, Robson, Kelly, Hector                                                   | Robson, Riley                      | 2:49                               |
| 9.                                 | „Take Your Love”                   | Murs, Robson, Hector, Iain James                                              | Robson                             | 3:33                               |
| 10.                                | „Maria”                            | Murs, Richard Boardman, Pablo Bowman, Sarah Blanchard                         | The Six, Aaron Hibell              | 3:18                               |
| 11.                                | „Talking to Myself”                | Murs, Robson, Caroline Ailin, Hector                                          | Robson, Hale                       | 2:34                               |
| 12.                                | „Younger”                          | Murs, Daniel Heløy Davidsen, Peter Wallevik, Mich Hansen, Hector, Lucas Secon | Davidson, Wallevik, Cutfather      | 3:08                               |
|                                    |                                    |                                                                               |                                    | 37:15                              |

| CD 2 (You Know) (Edycja standardowa) | CD 2 (You Know) (Edycja standardowa)      | CD 2 (You Know) (Edycja standardowa)                                                    | CD 2 (You Know) (Edycja standardowa)                  | CD 2 (You Know) (Edycja standardowa) |
| Nr                                   | Tytuł utworu                              | Autorzy                                                                                 | Produkcja                                             | Długość                              |
| ------------------------------------ | ----------------------------------------- | --------------------------------------------------------------------------------------- | ----------------------------------------------------- | ------------------------------------ |
| 1.                                   | „Dance with Me Tonight”                   | Murs, Robson, Kelly                                                                     | Iyiola Babalola, Robson, Darren Lewis                 | 3:23                                 |
| 2.                                   | „Troublemaker” (feat. Flo Rida)           | Murs, Robson, Kelly, Breyan Isaac, Tramar Dillard                                       | Robson                                                | 3:05                                 |
| 3.                                   | „Up” (feat. Demi Lovato)                  | Davidsen, Wallevik, Hansen, Hectorm, Maegan Cottone                                     | Davidsen, Wallevik, Cutfather, David Quinones, TommyD | 3:44                                 |
| 4.                                   | „Heart Skips a Beat” (feat. Rizzle Kicks) | Alexander Smith, Samuel Preston, Jim Eliot, Jordan Stephens, Harley Alexander-Sule      | Eliot                                                 | 3:23                                 |
| 5.                                   | „Dear Darlin'”                            | Murs, Eliot, Edward Drewett                                                             | Eliot                                                 | 3:26                                 |
| 6.                                   | „Wrapped Up” (featuring Travie McCoy)     | Murs, Travie McCoy, Robson, Kelly                                                       | Robson, Pete Whitfield                                | 3:05                                 |
| 7.                                   | „You Don't Know Love”                     | Murs, Robson, Camille Purcell, Hector                                                   | Robson, T-Collar                                      | 3:19                                 |
| 8.                                   | „Kiss Me”                                 | Murs, Robson, Zacharie Raymond, Yannick Rastogi, Gary Derussy, Lindy Robbins, Taio Cruz | Banx & RanxRobson                                     | 3:19                                 |
| 9.                                   | „Please Don't Let Me Go”                  | Murs, Robson, Kelly                                                                     | Robson, Future Cut                                    | 3:24                                 |
| 10.                                  | „Thinking of Me”                          | Murs, Robson, Hector                                                                    | Tunde Babalola, Robson, Lewis                         | 3:26                                 |
| 11.                                  | „Unpredictable” (z Louisą Johnson)        | Kara DioGuardi, Davidsen, Wallevik, Hansen, Iain James                                  | Davidsen, Wallevik, Cutfather, Matt Rad               | 3:19                                 |
| 12.                                  | „Grow Up”                                 | Murs, Robson, Purcell, Hector                                                           | Robson, R I T U A L                                   | 3:45                                 |
|                                      |                                           |                                                                                         |                                                       | 40:38                                |

## Notowania i certyfikaty
| Lista przebojów (2018)           | Najwyższa pozycja |
| -------------------------------- | ----------------- |
| Irlandia (IRMA)                  | 10                |
| Niemcy (Media Control Charts)    | 75                |
| Szwajcaria (Schweizer Hitparade) | 56                |
| Wielka Brytania (OCC)            | 2                 |

| Kraj                  | Certyfikat  | Sprzedaż |
| --------------------- | ----------- | -------- |
| Wielka Brytania (BPI) | Złota płyta | 100,000+ |